# Ландісвілл (Пенсільванія)
Ландісвілл (англ. Landisville) — переписна місцевість (CDP) в США, в окрузі Ланкастер штату Пенсільванія. Населення — 2196 осіб (2020).

## Географія
Ландісвілл розташований за координатами 40°5′23″ пн. ш. 76°24′20″ зх. д. / 40.08972° пн. ш. 76.40556° зх. д. (40.089790, -76.405582).  За даними Бюро перепису населення США в 2010 році переписна місцевість мала площу 3,32 км², з яких 3,31 км² — суходіл та 0,01 км² — водойми.

## Демографія
Згідно з переписом 2010 року, у переписній місцевості мешкали 1893 особи в 719 домогосподарствах у складі 577 родин. Густота населення становила 571 особа/км².  Було 734 помешкання (221/км²).
Расовий склад населення:
| - 93,7 % — білих - 2,1 % — азіатів - 1,5 % — чорних або афроамериканців - 0,2 % — корінних американців - 1,7 % — осіб інших рас |

До двох чи більше рас належало 0,8 %. Частка іспаномовних становила 4,4 % від усіх жителів.
За віковим діапазоном населення розподілялося таким чином: 24,1 % — особи молодші 18 років, 64,0 % — особи у віці 18—64 років, 11,9 % — особи у віці 65 років та старші. Медіана віку мешканця становила 43,0 року. На 100 осіб жіночої статі у переписній місцевості припадало 101,8 чоловіків;  на 100 жінок у віці від 18 років та старших — 99,2 чоловіків також старших 18 років.
Середній дохід на одне домашнє господарство  становив 101 113 долари США (медіана — 90 938), а середній дохід на одну сім'ю — 110 353 долари (медіана — 97 083). Медіана доходів становила 64 430 доларів для чоловіків та 45 521 долар для жінок. За межею бідності перебувало 1,9 % осіб, у тому числі 0,0 % дітей у віці до 18 років та 6,3 % осіб у віці 65 років та старших.
Цивільне працевлаштоване населення становило 1052 особи. Основні галузі зайнятості: освіта, охорона здоров'я та соціальна допомога — 29,9 %, виробництво — 22,3 %, роздрібна торгівля — 9,1 %, фінанси, страхування та нерухомість — 9,0 %.